# Turnera nervosa
Turnera nervosa är en passionsblomsväxtart som beskrevs av Ignatz Urban. Turnera nervosa ingår i släktet Turnera och familjen passionsblomsväxter. Inga underarter finns listade i Catalogue of Life.